# Joaquim Oliveira
Joaquim Francisco Alves Ferreira de Oliveira, mais conhecido simplesmente como Joaquim Oliveira (Penafiel, 12 de fevereiro de 1947 – 16 de agosto de 2025), foi um empresário português, cuja principal atividade se centra na área dos direitos televisivos, publicidade e marketing no futebol/desporto.
Foi presidente do Conselho de Administração de várias empresas do grupo Controlinveste:
- Controlinveste, SGPS, S.A.
- Controlinveste Media, SGPS, S.A.

Teve uma forte ligação à área dos media:
- Em 1994 comprou o jornal desportivo 'O Jogo' [1]
- Em 1998 criou, em parceria com a RTP[2] e a Portugal Telecom,[3] a Sport TV,[4] primeiro canal de desporto em Portugal, onde continua a deter 25%
- Em 2005 comprou a área de media da Lusumundo (através da empresa Controlinveste Media, SGPS), juntando ao diário desportivo 'O Jogo' [1]os diários 'Diário de Notícias'[5], 'Jornal de Notícias'[6] e a rádio TSF.[7] Além destas publicações, somavam-se os jornais '24Horas' e 'Açoriano Oriental', além das revistas 'Volta ao Mundo' e 'Evasões' e do regional 'Jornal do Fundão'.

Com  a interrupção de publicação do jornal 24Horas (em 2009) foi criado, e entretanto encerrado, o jornal gratuito 'Global' (2009/2011).  E nasceu em 2011 o site de informação económica 'Dinheiro Vivo'.
- Em 2014 alienou parte da participação na área dos media, mantendo contudo 27,5% na Global Media Group [9](ex-Controlinveste Conteúdos), da qual foi presidente do Conselho Estratégico.

Foi presidente do Conselho de Administração das seguintes empresas:
- Sport TV[10] Portugal, S.A.
- PPTV – Publicidade de Portugal e Televisão, S.A.
- Olivedesportos – Publicidade, Televisão e Media, S.A.
- Olivedesportos – SGPS, S.A.
- Sportinveste Multimedia -- SGPS, S.A.
- Sportinveste Multimedia[11]

## Carreira profissional
Em 1984 fundou a empresa Olivedesportos, que actua na área de comercialização de direitos televisivos, publicidade e marketing de eventos desportivos, designadamente futebol profissional.
Dez anos depois, em 1994, adquiriu o seu primeiro jornal, o diário desportivo O Jogo.
Em 1996, fundou a PPTV, uma empresa igualmente dedicada ao sector da comercialização de direitos televisivos e publicidade de eventos desportivos.
Em 1998, criou a Sportinveste, através da qual adquiriu participações sociais minoritárias em diversas Sociedades Anónimas Desportivas (SAD's) pertencentes aos maiores clubes de futebol portugueses.
Ainda em 1998, juntamente com a Rádio e Televisão de Portugal e o Grupo Portugal Telecom, lançou o primeiro canal desportivo português da televisão por cabo: a Sport TV.
Em 2001, a Sportinveste estabeleceu uma Joint Venture com o Grupo Portugal Telecom, dando origem à Sportinveste Multimédia, destinada à exploração comercial dos direitos multimédia, dos maiores clubes de futebol portugueses, principalmente Sport Lisboa e Benfica, FC Porto e Sporting Clube de Portugal, designadamente os seus sites e outros conteúdo disponíveis na internet.
Em 2004, adquiriu à RTP metade da participação por esta detida no capital social da Sport TV, que passou, assim, a ser detida em partes iguais, pela Sportinveste e pela PT Multimédia (agora NOS.). Depois desta última aquisição, o grupo passou a integrar a Sportinveste, a Olivedesportos, a PPTV, a Jornalinveste, a Cosmos, 50% da Sport TV e 50% da Sportinveste Multimédia.
Em 2005, o grupo Sportinveste, detido por uma nova holding denominada Controlinveste, comprou 100% do Grupo Lusomundo, Conteúdos, um dos maiores grupos de media portugueses.
Com a aquisição do Lusomundo, o Grupo Controlinveste obteve o controlo dos seguintes jornais diários: Jornal de Notícias, Diário de Notícias, 24horas e Açoriano Oriental, bem como a estação de rádio TSF. 
Nos títulos não diários, o Grupo Controlinveste é também o detentor do semanário regional Jornal do Fundão e das revistas mensais Evasões e Volta ao Mundo. A gráfica Naveprinter, participações na VASP, Agência Lusa, Diário de Notícias da Madeira e ainda uma participação de 50% da Gráfica Funchalense, fazem também parte do Grupo Controlinveste.
O leque de publicações chegou a incluir o jornal gratuito Global Notícias, que entretanto cessou.